# Skigebiet am Cannon Mountain
Das Skigebiet am Cannon Mountain ist ein staatseigenes Skiresort in den White Mountains des US-Bundesstaats New Hampshire. Zum Angebot zählen 10 Lifte auf 1,07 km² Skigebiet. Cannon Mountain zählt insgesamt 37 km Pistenlänge, der höchste Punkt befindet sich mit  1274 m am Gipfel. Der olympische US-Skiläufer Bode Miller wuchs am Cannon Mountain auf.

## Geschichte
1938 wurde am Skigebiet die erste Seilbahn Nordamerikas in Betrieb genommen, sie blieb bis 1980 in Betrieb. Seit 2008 gehört das Skigebiet dem Staat New Hampshire, vorher wurde es privat geführt.

## Pisten
Am Cannon Mountain gibt es sowohl Pisten für Anfänger als auch für Fortgeschrittene. Wie in Nordamerika und Neuseeland üblich werden diese mit grün (leichte Abfahrt) bis schwarz (schwierige Abfahrt) gekennzeichnet.